# Otyłość

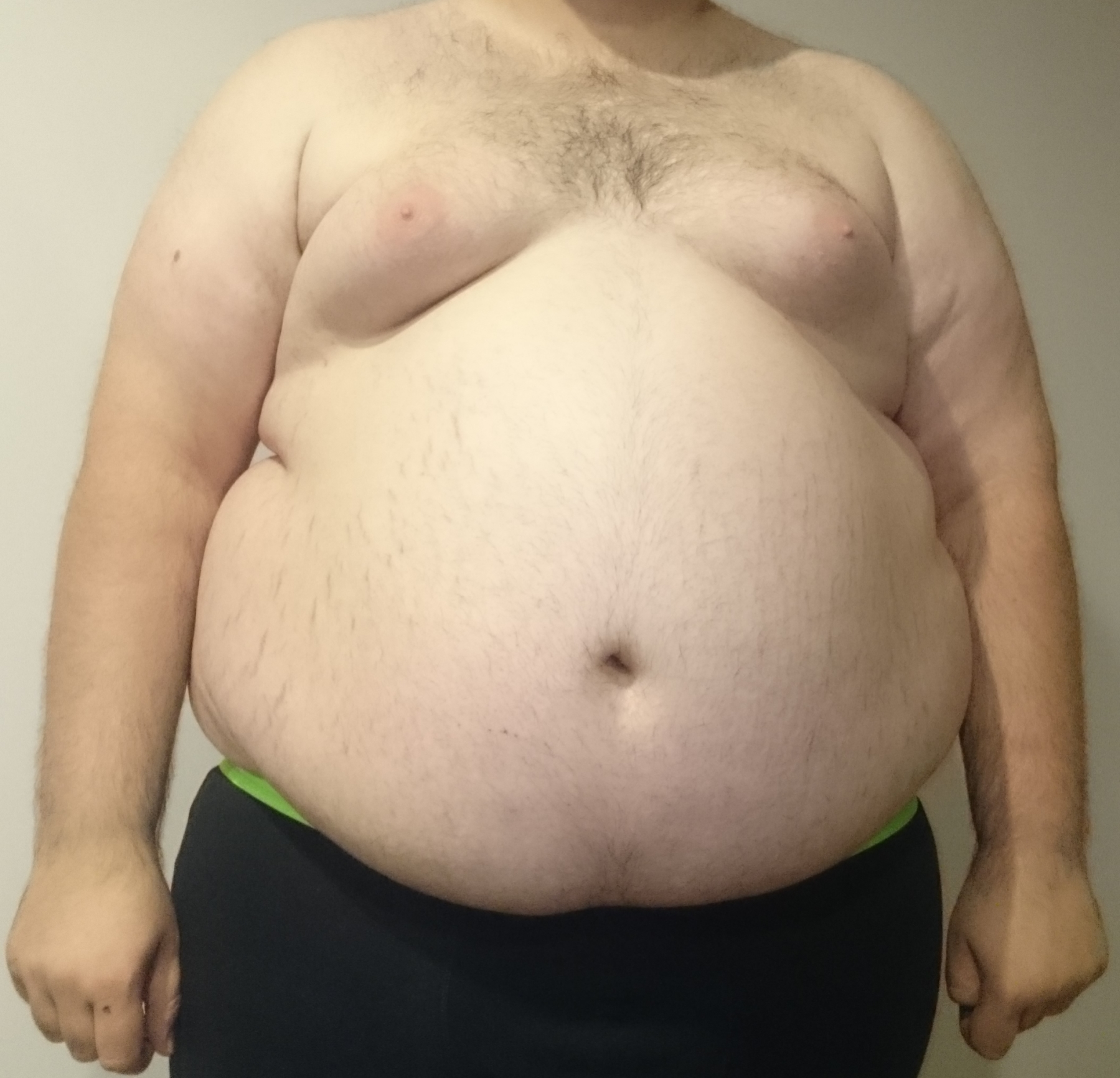
Otyłość brzuszna u mężczyzny. Widoczna ginekomastia, rozstępy

Otyłość (łac. obesitas) – choroba przewlekła o złożonej etiologii, którą definiuje się jako nieprawidłowe lub nadmierne nagromadzenie tłuszczu, które stanowi zagrożenie dla zdrowia. Światowa Organizacja Zdrowia definiuje otyłość jako posiadanie wskaźnika BMI powyżej 30, z zastrzeżeniem, że może nie być to właściwa miara dla niektórych osób (zwłaszcza sportowców).
Za otyłość uważa się stan, w którym tkanka tłuszczowa stanowi więcej niż 25% całkowitej masy ciała u mężczyzn oraz 30% u kobiet.
Niepokojące jest coraz częstsze pojawianie się otyłości w okresie rozwojowym u dzieci, ponieważ przekłada się to bezpośrednio na większe ryzyko (nawet 17,5 razy) otyłości i chorób powiązanych w dorosłości. Diagnoza otyłości w wieku 6 lat oznacza 25% ryzyka otyłości w wieku dorosłym, Otyłość w wieku 12 lat to już 75% ryzyka.

## Klasyfikacja otyłości
Na podstawie badań antropogenicznych Wyróżnia się dwa główne typy rozmieszczenia podściółki tłuszczowej:
- otyłość brzuszną (androidalna) szczególnie niebezpieczny w każdym wieku typ otyłości polegający na centralnym odkładaniu tłuszczu wiążący się niekorzystnym profilem lipidowym i stężeniem cholesterolu w krwi, wysokim ciśnieniem tętniczym, miażdżycą, większą masą lewej komory serca, w późniejszym wieku rozwojem zespołu metabolicznego[10].
- otyłość pośladkowo-udową (gynoidalną) Ten typ otyłości częściej jest spotykany u kobiet.

W praktyce klinicznej ze względu na etiopatogenezę najczęściej wyróżnia się:
- otyłość prostą, nazywaną także alimentacyjną (łac. alimentum – żywność) – jest to najczęstszy typ otyłości spotykany w 98% przypadków otyłości u dzieci. Przyczyną tej otyłości jest nadmierne dostarczanie kalorii w stosunku do wydatków energetycznych organizmu. Ten typ otyłości uwarunkowany jest środowiskiem i polega na nieumiarkowanym spożywaniu żywności wysoko przetworzonej przy jednoczesnym ograniczeniu aktywności fizycznej[10].
- otyłość wtórną, której przyczyną są zaburzenia hormonalne np. niedoczynność tarczycy, zespół Cushinga, niedobór hormonu wzrostu, hipogonadyzm; wady genetyczne np. Zespół Pradera-Williego, Zespół Bardeta-Biedla, Turnera, Klinefeltera; uszkodzenie podwzgórza przez stany zapalne, choroby zwyrodnieniowe, guzy, wady rozwojowe, urazy ośrodkowego układu nerwowego; stosowanie niektórych leków: kortykosteroidy, pochodne fonatiozyny, leków przeciwdepresyjnych i przeciwpadaczkowych, insuliny, pochodnych sulfonylo-mocznika i innych[10].

Otyłość jest uważana za chorobę cywilizacyjną prowadząca do skrócenia oczekiwanej długości życia. Wyjątkowo duża otyłość prowadzi do niepełnosprawności.

## Historia otyłości
Nadwaga i otyłość towarzyszą człowiekowi od zarania dziejów. Dowody dostarczają wykopaliska z różnych stron świata m.in. Bliskiego Wschodu oraz Ameryki Południowej. Najsłynniejszą rzeźbą pochodzącą z okresu paleolitu jest tzw. Wenus z Willendorfu przedstawiająca wyobrażenie otyłej lub ciężarnej postaci kobiety prawdopodobnie ówczesny wzór pożądania. W społeczeństwach przedindustrialnych często podkreślany jest związek dostępności do źródeł pożywienia a rangą społeczną. Przez tysiące lat w warunkach nagminnych niedoborów żywieniowych, powszechności chorób i śmierci wynikłej z ich następstwa, ciągłego widma głodu, oraz nierówności społecznych zaokrąglona sylwetka świadczyła o zamożności, o wysokiej pozycji społecznej, płodności, była kanonem piękna do którego dążono. Etnograficzne badania społeczeństw tradycyjnych (przed industrialnych) dowiodły, że 4/5 badanych kultur uznaje pulchne kobiety za kanon piękna, 90% spośród nich szczególnym uznaniem darzy uwydatnienie bioder i nóg u kobiet. W przypadku mężczyzn zaokrąglona tusza była preferowana rzadziej, jednak jej obecność świadczyła o dobrobycie i wysokiej pozycji społecznej.
Stosunek do otyłości ewoluuje w czasie.
- Hinduscy lekarze Sushruta (Susrata) i Charak (500−400 p.n.e.) zauważyli związek otyłości i cukrzycy typu II, a także, że otyłość dotyka „ludzi leniwych z nadwagą, którzy jedzą nadmiernie, zwłaszcza słodkie i tłuste pokarmy”.
- W czasach antycznych otyłość nie była uznawana za objaw zdrowia. Ojciec medycyny Hipokrates w swojej księdze aforyzmów pisał, że „nagła śmierć jest bardziej powszechna wśród tych, którzy są z natury bardziej otyli niż szczupli” (Aforyzmy II, 44). Był przekonany, że „otyłość jest nie tylko sama w sobie chorobą, ale stanowi także zwiastun wielu innych chorób”. Nauczał, że ludzie otyli pragnący schudnąć powinni ćwiczyć „na pusty żołądek”, następnie „zdyszani”, bez odzyskania oddechu, wypić trochę rozcieńczonego wina przed jedzeniem, by ostatecznie zjeść chude mięso przyprawione ziarnami sezamu. Hipokrates zalecał również, aby jeść tylko jeden posiłek dziennie, chodzić spać bez kąpieli na twarde łóżko i spacerować z jak najmniejszą ilością ubrań. Zauważył również, że otyłość wiąże się z niepłodnością i rzadkimi miesiączkami u kobiet[14].
- Rzymski lekarz i filozof Galen wyróżniał dwa typy otyłości „umiarkowany” – naturalny i „nadmierny” – objaw chorobowy. Przyczynę otyłości upatrywał w „złych humorach”. W ramach leczenia swoim pacjentom zalecał masaże, kąpiele i „pokarmy wyszczuplające” takie jak warzywa, czosnek, dziczyzna[15].
- w V i VI wieku pojawia się gula (łakomstwo) pierwszy, najcięższy z 7 grzechów głównych[16], gula i luxurii (lekkomyślność) są opisywane jako córki diabła[16]. Grzegorz Wielki sformułował pięć grzesznych zachowań łączących się z nieumiarkowaniem w jedzeniu i piciu: jedzenie w zabronionym czasie, jedzenie zbyt wiele, zbyt łapczywie oraz wybór nazbyt drogich bądź nazbyt wyszukanych potraw[16]. Z Gulą kojarzone były zwierzęta znane ze swojej łapczywości początkowo wilk, czasem niedźwiedź lub kania jednak najczęściej świnia[16].
- W szczytowym okresie małej epoki lodowcowej przypadającej m.in. na XVI–XVII w. problemem była bieda i choroby. Nadwaga i otyłość stanowiła symbol bogactwa, obfitości i piękna czego przykłady można znaleźć m.in. w sztuce Trzy Gracje, Związek Ziemi i Wody, Batsheba w kąpieli, Łaźnia turecka[14].
- 1650 r. angielski lekarz Tobias Venner po raz pierwszy używa zwrotu otyłość (łac. obesus; „ten, który stał się pulchny poprzez jedzenie”).
- 1778 r. francuski lekarz Louis Le Pecq de la Clôture dostrzegł zależność miejsca mieszkania i wyglądu mieszkańców Rouen i Caen. Mieszkańcy Rouen, żyjący w wilgotnym, mglistym środowisku „nabierali bardzo wcześnie znacznej tuszy i stawali się chorowici, grubi i ciężcy”, natomiast mieszkańcy Caen, mieszkający w klimacie suchym, cieplejszym wykazywali się „większą wstrzemięźliwością, zachowując naturalną żywotność”[17].
- W 1727 r. powstaje pierwsza monografia poświęcona otyłości[18][19]
- Do początku XIX otyłość w Europie była rzadkością. Przyjmuje się, że od tego okresu bardzo powoli wzrasta udział ludzi z nadwagą i otyłych[13].
- Pod koniec XIX wieku w proletariacie nadwaga była rzadkością, otyłość (u mężczyzn) w odróżnieniu od innych grup społecznych nie występowała[13].
- Na początku XX wieku otyłość w związku z silnym rozwojem nauki zaczęto wiązać z zaburzeniami hormonalnymi[13].
- W latach 20. XX wieku pojawiły się pierwsze leki odchudzające[15].
- W latach 30. XX w. dane na temat masy ciała zaczynają mieć wpływ na wysokość składki ubezpieczenia na życie[13].
- w latach 60. XX w. amerykański fizjolog James Neel zaproponował hipotezę „oszczędnego genotypu” według której podatność na otyłość jest uwarunkowana genetycznie i wynika z wielopokoleniowej selekcji w naprzemiennych długich okresach głodu i krótkich sytości. Gdy osoba obdarzona „oszczędnym genotypem” zamieszka w świecie niczym nieograniczonego dostępu do pożywienia bardzo szybko osiąga najwęższe stopnie otyłości[20].
- 1994 r. Jeffrey Friedman odkrywa leptynę hormon sytości[19].
- początek XXI wieku badania epidemiologiczne wskazują, że występuje związek przyczynowo-skutkowy pomiędzy spożywaniem napojów słodzonych cukrem, a wzrostem masy ciała i występowaniem otyłości[21][22][23][24]

## Metody oceny masy ciała i zawartości tkanki tłuszczowej
W celu diagnozy otyłości określa się zawartość tkanki tłuszczowej w ciele. W praktyce najczęściej stosuje się proste metody antropometryczne, które jednak są obarczone błędem zależnym od: osobniczych uwarunkowań, płci, wieku, pochodzenia etnicznego
- pomiar masy ciała (wagi ciała) i obliczenie wskaźnika masy ciała (BMI)[25] oraz stosunku obwodu talii do obwodu bioder (WHR)[25]
- pomiar grubości fałdu skórnego. Najlepiej dostępny jest fałd skórno-tłuszczowy nad mięśniem trójgłowym ramienia[26]
- pomiar bioimpendancji elektrycznej ciała.

Do precyzyjnego określenia zawartości tkanki tłuszczowej w ciele stosuje się
- tomografię komputerową[25]
- magnetyczny rezonans jądrowy[25]
- rentgenowską absorpcjometrię podwójnej energii (DXA – dual energy X-ray absorptiometry)[25]
- pomiar przewodnictwa elektrycznego ustroju (TOBEC)[25]
- bioimpedancja elektryczna (BIA)[25]

### Zakresy wartości BMI
Dla osób dorosłych i o przeciętnych warunkach umięśnienia wskaźnik masy ciała tzw. BMI dobrze ocenia masę ciała, gdyż dobrze koreluje z zawartością tkanki tłuszczowej w organizmie i jest raczej niezależny od wzrostu
|  | Kategoria           | BMI (kg/m²) | Masa ciała | Ryzyko chorób towarzyszących otyłości                                     |
|  | ------------------- | ----------- | ---------- | ------------------------------------------------------------------------- |
|  | wygłodzenie         | < 16,0      | niedowaga  | minimalne, ale zwiększony poziom wystąpienia innych problemów zdrowotnych |
|  | wychudzenie         | 16,0–16,99  | niedowaga  | minimalne, ale zwiększony poziom wystąpienia innych problemów zdrowotnych |
|  | niedowaga           | 17,0–18,49  | niedowaga  | minimalne, ale zwiększony poziom wystąpienia innych problemów zdrowotnych |
|  | pożądana masa ciała | 18,5–24,99  | optimum    | minimalne                                                                 |
|  | nadwaga             | 25,0–29,99  | nadwaga    | średnie1                                                                  |
|  | otyłość I stopnia   | 30,0–34,99  | otyłość    | wysokie                                                                   |
|  | otyłość II stopnia  | 35,0–39,99  | otyłość    | bardzo wysokie                                                            |
|  | otyłość III stopnia | ≥ 40,0      | otyłość    | ekstremalny poziom ryzyka                                                 |

1 – w przypadku BMI > 27 kg/m², otyłości brzusznej ryzyko chorób towarzyszących oceniane jest jako wysokie.
W diagnostyce otyłości brzusznej i zespołu metabolicznego wykorzystuje się stosunek obwodu talii do obwodu bioder
- wartość prawidłowa dla mężczyzn – od 0,9 do 1
- wartość prawidłowa dla kobiet – od 0,7 do 0,8
- obwód brzucha mierzony na poziomie talii nie powinien przekraczać połowy pomiaru wzrostu

Pożądany BMI zależy od wieku i wynosi odpowiednio:
- 19 – 24 lata: 19 – 24
- 25 – 34 lata: 20 – 25
- 35 – 44 lata: 21 – 26
- 45 – 54 lata: 22 – 27
- 55 – 64 lata: 23 – 28
- ponad 64 lata: 24 – 29

## Choroby związane z otyłością
Wczesne i odległe powikłania wynikające z otyłości u dzieci
- układ hormonalny i rozrodczy: insulinooporność i zespół metaboliczny, cukrzyca typu II, przedwczesne dojrzewanie, niedobór hormonu wzrostu, zaburzenia miesiączkowania i zespół policystycznych jajników u dziewczynek, hipogonadyzm u chłopców, ginekomastia, obniżenie płodności
- otyłość w ciąży może prowadzić do zamierania zarodków, poronienia, sprzyjać wadom wrodzonych płodu (przepuklina rdzeniowa, bezczaszkowie, wady serca), sprzyjać hipotrofii lub makrosomii płodu, wewnątrzmacicznemu obumarciu płodu oraz przedłużać poród[30][31]
- układ sercowo-naczyniowy: dyslipidemia (podwyższony poziom cholesterolu), nadciśnienie tętnicze, przerost lewej komory serca, wczesne zmiany miażdżycowe naczyń, zawał serca i mózgu, wylew, zatorowość płucna, choroba niedokrwienna serca, niewydolność serca, zakrzepica żył głębokich, niedomykalność zastawki płucnej[10], koagulopatia[32]
- układ oddechowy: zespół bezdechu sennego, astma oskrzelowa, nietolerancja wysiłku fizycznego u osób dorosłych (nietolerancja ćwiczeń fizycznych u dzieci)[32], zwieszone ryzyko anestezjologiczne
- układ pokarmowy: choroba stłuszczeniowa wątroby, kamica pęcherzyka żółciowego, choroba refluksowa żołądkowo-przełykowy, zaburzenie ilościowego oraz jakościowego składu mikrobiologicznego układu pokarmowego, choroba uchyłkowa jelit[33], zespół nieszczelnego jelita, zespół jelita drażliwego[34], choroba Crohna, mikroskopowe zapalenie jelita grubego[35].
- zwiększone ryzyko nowotworowe: u kobiet: raka trzonu i szyjki macicy[10], jajnika[10], pęcherzyka żółciowego[10], nowotworów piersi[1]; u mężczyzn: raka jelita grubego[1], raka prostaty[10], guz rzekomy mózgu (nadciśnienie śródczaszkowe)[32]
- układ odpornościowy: podwyższony wskaźnik stanu zapalnego
- układ wydalniczy: stwardnienie kłębuszków nerkowych (glomerulosclerosis)[32]
- ze strony narządów ruchu: zespół przeciążeniowy stawów zwłaszcza kolanowych i biodrowych[12][36], młodzieńcze złuszczenie głowy kości udowej, choroba Blounta, koślawość kolan, płaskostopie, żylaki kończyn dolnych, dna moczanowa, aseptyczna martwica stawu biodrowego[10], wady postawy[10], bóle pleców, złamanie przedramienia, zwichnięcie nasady głowy kości udowej
- skóra: rogowacenie ciemne, rozstępy skórne[37][38][39], hirsutyzm, obrzęk limfatyczny, odparzenia.
- neurologiczne: pseudotumor cerebri, meralgia z parestezjami, migreny, otępienie, choroba alzheimera[40]
- obniżenie jakości życia: niska samoocena[32], okresy depresji[41], czasami poczucie izolacji społecznej, gorsze wyniki w nauce, lęki[32], zwiększona liczba hospitalizacji

## Epidemiologia
W Polsce według danych GUS problem otyłości (BMI > 30 kg/m²) występuje przede wszystkim w grupie osób 40-letnich lub starszych o wykształceniu co najwyżej zasadniczym zawodowym, mające długotrwałe problemy zdrowotne. U kobiet posiadanie wykształcenia co najwyżej podstawowego (gimnazjalnego) zwiększa szanse otyłości w stosunku do kobiet z wykształceniem wyższym nawet 5 krotnie. Częstość występowania otyłości wzrasta wraz z wiekiem, związane jest to ze spadkiem tempa przemiany materii, mniejszą aktywnością fizyczną oraz mocno utrwalonymi nieodpowiednimi nawykami żywieniowymi.
Rozpowszechnienie nadwagi i otyłości w mieście, jak i na wsi jest porównywalne. Problem nadmiernej masy ciała dotyczy częściej mężczyzn (44% nadwaga i 18% otyłość) niż kobiet (30% nadwaga i 15,6% otyłość). Odsetek osób z nadwagą i otyłością stale wzrasta (rok 2009). Otyłość jako najczęściej wypadkowa stylu życia i diety jest głównym czynnikiem tzw. behawioralnym utraty lat życia w zdrowiu Polaków, odpowiadając za utratę 25,5% lat przeżytych w zdrowiu.
W 2016 roku 23% populacji Polski była otyła. Spośród sąsiadów bardziej otyli byli mieszkańcy: Czech (26%), Litwy (26%), Białorusi (25%) i Ukrainy (24%). Mniejszy problem z otyłością został zaobserwowany na Słowacji (21%) i w Niemczech (22%). Rosja zanotowała podobny odsetek osób otyłych co Polska 23%.
Na świecie w 2016 r. według WHO nadwaga (BMI > 25 kg/m²) występowała u 39% osób dorosłych (wiek >18 lat) (40% u kobiet i 39% u mężczyzn), otyłość (BMI > 30 kg/m²) występowała u 13% osób dorosłych (15% u kobiet i 11% u mężczyzn). Większość ludzi żyje w krajach gdzie nadwaga i otyłość zabija więcej osób niż niedowaga.

## Przyczyny otyłości

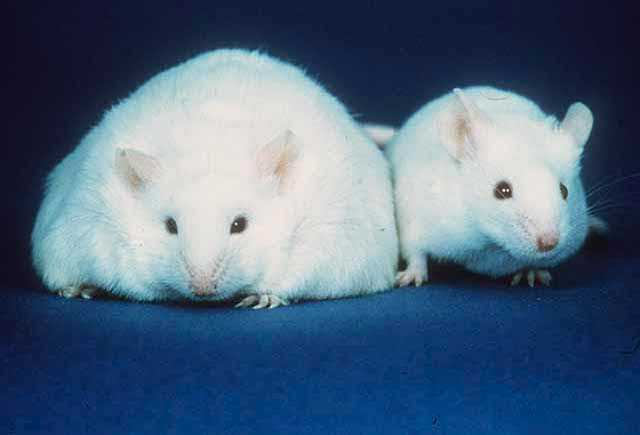
Naukowcy badają mechanizmy otyłości oraz sposoby jej leczenia, prowadzą m.in. eksperymenty na myszach.

Rozwój otyłości uwarunkowany jest współdziałaniem czynników genetycznych i środowiskowych (otyłość monogenowa odpowiada za poniżej 1% przypadków). Osiągnięcie niższej wagi dzięki zmianie warunków bytowania, lepszej kontroli czynników stresogennych, zmianie nawyków żywieniowych, zwiększeniu aktywności fizycznej, regularnym ćwiczeniom fizycznym jest możliwe, jednak utrzymanie właściwej – z medycznego punktu widzenia – wagi wymaga wytrwałości. Uważa się, że największy wpływ na etiopatogenezę otyłości ma środowisko.

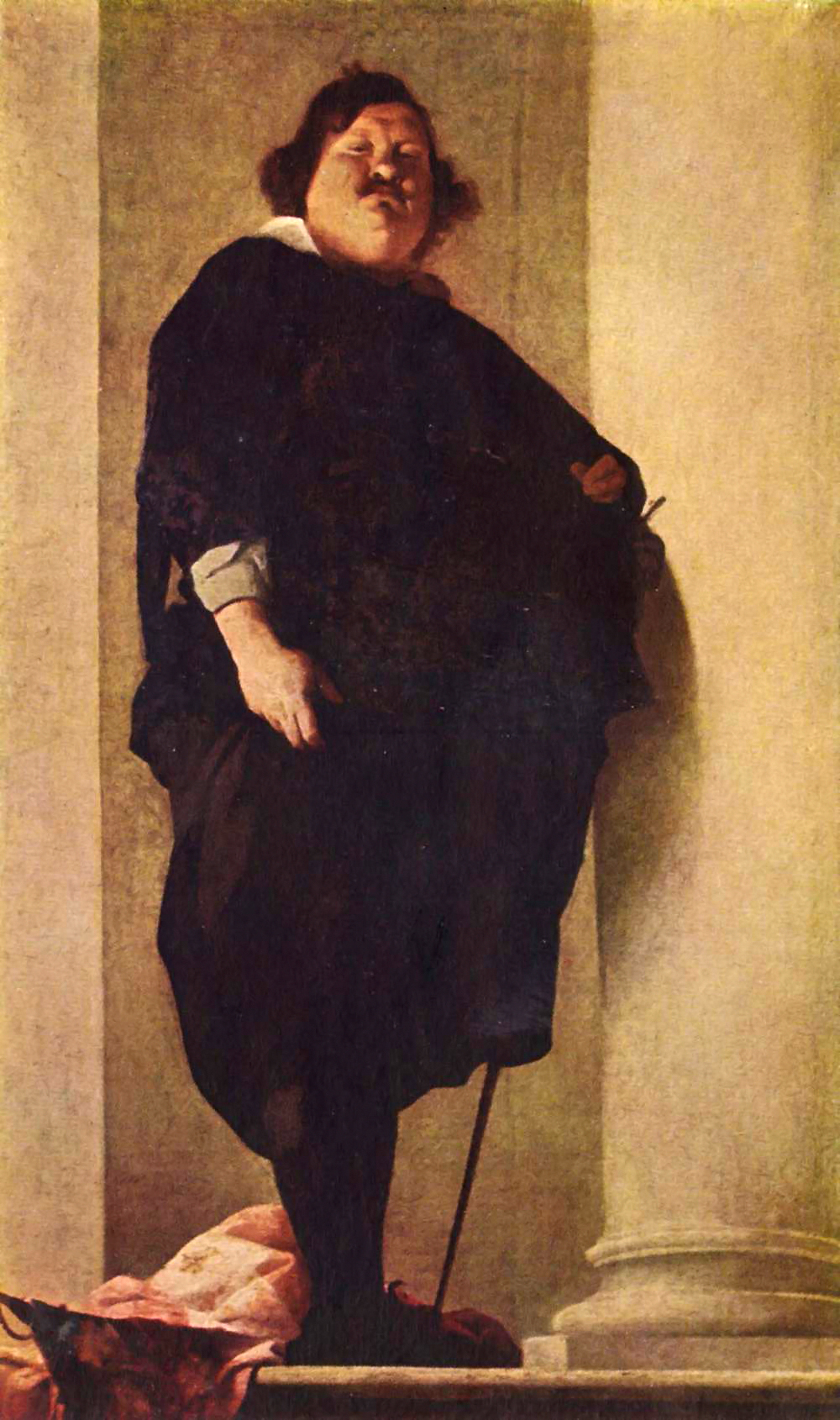
Otyłość w europejskiej kulturze była symbolem statusu: Toskański generał Alessandro del Borro, XVII wiek

### Główne czynniki warunkujące otyłość
- Najczęściej diagnozowaną przyczynę otyłości u dzieci i młodzieży (w 98%)[10] jest brak lub niewystarczająca aktywność fizyczna[48] na świeżym powietrzu, powiązana z przekarmianiem[49] (nadmierna podaż pokarmów o wysokiej gęstości energetycznej w stosunku do zapotrzebowania organizmu).
- Dieta jako jeden z elementów stylu życia ma kluczowy wpływ na rozwój nadwagi i otyłości. Niektórzy badacze uważają, że rodzaj spożywanych kalorii (inny metabolizm fruktozy i glukozy[50][51]) może mieć wpływ na występowanie otyłości u części populacji. Spożywanie rafinowanych oraz innych produktów o wysokim stopniu przetworzenia niezawierających błonnika, witamin i innych substancji bioaktywnych, występujących w dużych ilościach w warzywach liściastych, za to głównie węglowodany w postaci syropów, sacharozy, wypieków zakłóca równowagę hormonalną i sprzyja tyciu[52]. Spożywanie mięsa przyczynia się do zwiększenia masy ciała[53][54][55] mowa przede wszystkim o mięsie czerwonym zawierającym m.in. w kwasy sjalowe mające właściwości modyfikowania reakcji układu immunologicznego człowieka[56] oraz produkty spożywcze pochodzące od przeżuwaczy: mięso, mleko, masło zawierają tłuszcze trans, których obecność w diecie z uwagi na indukowanie stanów zapalnych powinna być ograniczona do minimum. Konsumpcja mięsa uważanego za jeden z czynników rozwoju chorób przewlekłych[57][58][59] zwłaszcza mięsa czerwonego klasyfikowanego od 2015 r. jako potencjalnie rakotwórczego dla człowieka[60] oraz mięsa przetworzonego znanego czynnika rakotwórczego[60] w sposób niekorzystny wpływa na skład, wielkości i funkcjonowanie flory bakteryjnej przewodu pokarmowego człowieka[61].
- Nietolerancja pokarmowa (alergia pokarmowa IgG-zależna) może mieć wpływ na rozwój i zaostrzenie objawów otyłości, a także chorób skorelowanych. Eliminacja alergenów pokarmowych IgG w diecie eliminacyjnej lub eliminacyjno-rotacyjnej może wpłynąć na ograniczenie stanu zapalnego i wspomóc normalizację wagi ciała[62][63].
- Uważa się, że ważnym czynnikiem rozwoju nadwagi i otyłości może być przewlekły stres wpływający na zachwianie równowagi hormonalnej i w konsekwencji rozwoju całego spektrum wzajemnie powiązanych zaburzeń psychicznych i metabolicznych[64][65][65][66][67][68][69][70][71][72][73][74] objawiający się w postaci m.in. zaburzeń snu, stanów lękowych, nerwic, problemy z pamięcią, istotny czynnik miażdżycy lub rozwoju niektórych typów nowotworów[75]. Stres zmienia niekorzystnie preferencje pokarmowe[76][77]. Sam stres powoduje m.in. podniesienie ciśnienia krwi[78], wzrost stężenia glukozy we krwi[79], zaburzenia hormonalne[80]. Stres jest łączony z przewlekłymi stanami zaplanymi. Stres w połączeniu z niewlaściwą dietą, stylem życia może pogłębić niedobory ważnych witamin głównie witamin z grupy B, witaminy C i składników mineralnych np. magnezu wpływając na znaczne, nieraz gwałtowne pogorszenie stanu zdrowia. W dłuższym czasie skutki przewlekłego stresu dla ustroju są rujnujące.
- Zmniejszenie sezonowego narażenia na zimno w związku z poprawą warunków pracy i bytowych jest wiązane ze wzrostem przypadków otyłości w społeczeństwie[81][82]. U dzieci wychowywanych w łagodnych warunkach termicznych obserwowany jest wcześniejszy zanik i niższa aktywność tkanki tłuszczowej brunatnej (ang. brown adipose tissueod BAT) odpowiedzialnej za generowanie ciepła bezpośrednio w tkance tłuszczowej w celu aktywnej ochrony ważnych organów przed wychłodzeniem[81]. Tkanka tłuszczowa brunatna występuje u osób dorosłych, jednak jej znaczenie nie jest tak istotne, jak u dzieci, jej udział zwiększa się sezonowo w okresie zimowym oraz zależy od płci (częstość występowania tkanki BAT jest większa u kobiet niż u mężczyzn), a także charakteru pracy (w pośmiertnych badaniach ochotników obecności tkanki BAT nie stwierdzono u pracowników biurowych w odróżnieniu od pracowników fizycznych pracujących w przestrzeni otwartej i wystawionych na chłód)[83]. Obecność tkanki tłuszczowej brunatnej jest odwrotnie skorelowana z wiekiem i masą ciała[83]. Przypuszcza się, że obecność tkanki tłuszczowej brunatnej może zapobiegać otyłości i insulinooporności[83]. Zabiegi zimnolecznicze (krioterpie) korzystnie wpływają na stabilizację wagi ciała zwłaszcza u kobiet oraz ogólne wzmocnienie układu odpornościowego, szybsze gojenie ran, dobre samopoczucie[84][85].
- Ekspozycja na poranne światło słoneczne korzystnie wpływa na kontrolę masy ciała. Ta zależność może być związana z wystawieniem na większą ilość niebieskiego światła słonecznego od wczesnych godzin porannych, co wpływa na produkcje melatoniny i synchronizacją zegara biologicznego człowieka tzw. reset rytmu dobowego[86].
- Wśród czynników środowiskowych duże znaczenie ma aktywność fizyczna jako forma wydatkowania dostarczonych zasobów energetycznych oraz jeden ze sposobów redukcji obciążenia stresem. Na skutek postępu technologicznego możliwe stało się znaczące zmniejszenie wydatku energetycznego związanego z codzienną aktywnością w tym termogenezą. Równocześnie wraz z postępem cywilizacyjnym zwiększył się dostęp i konsumpcja żywności rafinowanej, wysokoprzetworzonej o wysokiej gęstości energetycznej, która jest uboga w błonnik, witaminy, sole mineralne i inne substancje odżywcze. Regularna aktywność fizyczna połączona z hartowaniem organizmu wspomaga profilaktykę nadwagi i otyłości.
- Czynniki psychologiczne – takie jak zaburzenia nastroju mogą być przyczyną powstawania nadwagi. Osoby, u których występuje tendencja do przyrostu masy ciała, podczas każdego kolejnego nawrotu depresji zwiększają swoją masę ciała. Osoby chore uczą się, że jedząc mogą częściowo zmniejszać objawy depresji, poprzez dostarczenie krótkotrwałej przyjemności. Oddziaływanie grup społecznych (na przykład rodziny, przyjaciół, środowiska pracy) na jednostkę może mieć znaczenie dla kształtowanie się masy ciała[87].
- Duży odsetek kobiet w ciąży nie stosuje racjonalnego odżywiania. Stosują one nadmierną podaż energetyczna w stosunku do zapotrzebowania kalorycznego, obserwowany jest brak aktywności fizycznej oraz zaburzenia odżywiania. Badania wykazały, że ok. 48% kobiet w ciąży zwiększa swoją masę ponad zalecaną normę[31].

### Pozostałe czynniki
- Czynniki farmakologiczne – do leków, których przyjmowanie może prowadzić do zwiększenia masy ciała należą leki przeciwdepresyjne (amitryptylina, doksepina, mirtazapina, mianseryna), leki przeciwlękowe, leki neuroleptyczne (starsze pochodne fenotiazyny, ale też i nowe neuroleptyki atypowe, np. olanzapina, rysperydon), przeciwpadaczkowe (kwas walproinowy, karbamazepina), kortykosteroidy, niektóre beta-adrenolityki i insulina.
- Pozagenetyczne czynniki biologiczne – również odgrywają rolę w powstaniu otyłości. Uszkodzenie podwzgórza (proces zapalny lub nowotworowy) i jąder brzuszno-przyśrodkowych podwzgórza mogą powodować rozwój otyłości. Dochodzi wtedy do nadmiernego przyjmowania pokarmów oraz zaburzeń układu autonomicznego. Badania wykazały również, że mózgi osób otyłych, podobnie jak mózgi osób uzależnionych, mają mniejszą gęstość tzw. receptorów dopaminowych typu 2. Prawdopodobnie jest to reakcja, mająca osłabić efekt częstych wyrzutów dopaminy, które są skutkiem częstego przyjmowania narkotyku lub pożywienia. Możliwe też, że ludzie ci od urodzenia mają zmniejszoną liczbę receptorów dopaminowych, a to wiąże się z większym ryzykiem wystąpienia uzależnienia[88]. Do zaburzeń endokrynologicznych, w których dochodzi do rozwoju otyłości należą: niedoczynność tarczycy, zespół Cushinga, zespół policystycznych jajników, niedobór hormonu wzrostu, rzekoma niedoczynność przytarczyc, czy też hiperinsulinizm.
- Udział czynników genetycznych w patogenezie otyłości ocenia się na mniej niż 5%[47] – Istnieją genetycznie uwarunkowane zespoły chorobowe, w których dochodzi do nadmiernego gromadzenia się tkanki tłuszczowej w organizmie. Należą do nich: zespół Pradera-Williego, zespół Laurence’a-Moona-Biedla, zespół Cohena oraz zespół Carpentera. Geny kodują molekularne składniki uczestniczące w fizjologicznym procesie regulacji masy ciała. W badaniach na zwierzętach wykryto, że pojedyncza mutacja może prowadzić do rozwoju otyłości. U niewielkiego odsetka ludzi występują również mutacje jednogenowe, które prowadzą do rozwoju otyłości olbrzymiej. Uważa się jednak, że u większości ludzi o skłonności do otyłości decydują prawdopodobnie mutacje wielu genów. Mutacje mogą dotyczyć genów związanych z regulacją pobierania energii z pożywieniem, poziomem podstawowej przemiany materii, dojrzewaniem komórek tkanki tłuszczowej, aktywnością enzymów odpowiedzialnych za gospodarkę tłuszczową i węglowodanową. W ich wyniku dochodzi do przewagi procesów magazynowania energii nad procesami jej wydatkowania. Do białek, których produkcja jest upośledzona w wyniku mutacji genetycznych należy między innym leptyna i jej receptory. Zwiększenie jej wytwarzania zwrotnie hamuje gromadzenie tłuszczów w adipocytach i zmniejsza przyjmowanie pokarmów[89]. Za genetycznym uwarunkowaniem otyłości przemawia również fakt, że jest ona dwukrotnie częstsza u bliźniąt jednojajowych niż u rodzeństwa nie będące bliźniętami, a masa ciała osób dorosłych, które wychowały się w rodzinach zastępczych wykazuje większą zgodność z masą rodziców biologicznych niż adopcyjnych[potrzebny przypis].
- Wiek – u obu płci wraz z wiekiem obserwowany jest spadek beztłuszczowej masy ciała, wzrost natomiast udziału tkanki tłuszczowej[90][91]

### Aspekt ewolucyjny
- W aspekcie ewolucyjnym skłonność do tycia można rozumieć jako niedostosowanie organizmu człowieka (zarówno genotypu, jak i fenotypu) do zmieniających się zbyt szybko warunków środowiska[13][20]. Ewolucja działa na materiale zastanym, pochodzącym z przeszłości, toteż nasz organizm nie może znać zapotrzebowania na energię, jakie pojawi się w nadchodzącym czasie. Łaknienie może wyrażać poziom naszych potrzeb z minionych czasów, kiedy okoliczności wymagały od człowieka dużej aktywności fizycznej i w wyszukiwaniu źródeł pokarmu[13]. Przy współczesnej niskiej aktywności fizycznej tego typu strategia przetrwania musi prowadzić do odkładania nadwyżki spożytego pokarmu w postaci nadmiernie rozwiniętej podściółki tłuszczowej[92].

## Otyłość u dzieci
Badania naukowe udowodniły, że między otyłością u dzieci i młodzieży a występowaniem nadciśnienia tętniczego występuje ścisły związek. Potwierdzono tym samym fakt, że dotknięte otyłością dzieci są, podobnie jak otyli dorośli, narażone na choroby układu krążenia.
Do innych często występujących przy otyłości powikłań należą: cukrzyca typu 2, bezdech senny, kamica pęcherzyka żółciowego, zaburzenia pokwitania, stłuszczenie wątroby i kamica nerkowa. Otyłość w ogromnym stopniu wpływa również na układ kostno-stawowy – szczególnie zagrożone są stawy kolanowe, biodrowe i kręgosłup.
Z otyłością w wieku dziecięcym związane są również zaburzenia w rozwoju psychospołecznym. Występujący bezdech ściśle łączy się z trudnościami w nauce, zaburzeniami zachowania oraz pogorszeniem jakości życia. Natomiast zaburzenia psychologiczne, jakie powoduje ta choroba wynikają przede wszystkim z kompleksów, braku akceptacji, niską samooceną. Otyłe dziecko bardzo często jest wyśmiewane i wręcz odrzucane przez rówieśników.
Spożywanie napoi słodzonych cukrem w różnej postaci sprzyja rozwojowi nadwagi i otyłości.

### Przyczyny otyłości u dzieci
Wśród dzieci, tak jak wśród dorosłych, najczęściej rozpoznaje się otyłość prostą, która nie wiąże się z innymi objawami chorobowymi. Stanowi ona ponad 90% przypadków. Jest skutkiem zaburzenia równowagi między ilością dostarczanej wraz z pożywieniem energii a potrzebami jej wydatkowania przez organizm. Rzadziej występuje otyłość wtórna, będąca wynikiem schorzeń endokrynologicznych, wad genetycznych, schorzeń układu nerwowego lub skutkiem przewlekłego leczenia. Jej szczegółowe przyczyny są takie same jak wymienione wcześniej czynniki warunkujące otyłość u dorosłych, należące do grupy czynników farmakologicznych, czynników genetycznych oraz poza genetycznych czynników biologicznych.
Najczęściej występująca u dzieci otyłość prosta również może być uwarunkowana genetycznie, ale bardzo dużą rolę w jej rozwoju mają czynniki środowiskowe. Szczególnie predysponowane są dzieci z rodzin, których członkowie mają nadmiar masy ciała oraz młodzież w okresie dojrzewania płciowego. Szybkość ich wzrostu w tym okresie zmniejsza się, przez co maleje również zapotrzebowanie energetyczne. Znaczny apetyt powoduje jednak gromadzenie zapasów tkanki tłuszczowej, która będzie źródłem energii w czasie znacznych wydatków metabolicznych w kolejnej fazie dojrzewania.
Za najczęstsze przyczyny występowania otyłości prostej u dzieci uznaje się:
- nieprawidłowe nawyki żywieniowe: przejadanie się, nieprawidłowo zbilansowane posiłki z dużą zawartością cukrów prostych i tłuszczów,
- małą aktywność fizyczną, spędzanie większości czasu w pozycji siedzącej, przed telewizorem, komputerem,
- problemy emocjonalne, trudne relacje rodzinne (rozwód, separacja rodziców), wykorzystanie seksualne, stres, duże obciążenie psychiczne, wygórowane wymagania, które mogą prowadzić do kompensowania negatywnych emocji poprzez dostarczanie przyjemności w postaci jedzenia,
- nieprawidłowe odżywianie się kobiety ciężarnej (badania pokazują, że nadwaga matki i nadwyżka energii dostarczanej z pożywienia w okresie prenatalnym sprzyjają otyłości dziecięcej[potrzebny przypis])
- czynniki genetyczne (Realizacja uwarunkowanej genetycznie skłonności do otyłości zależy jednak od wpływów środowiska, które są najsilniejsze w okresie dzieciństwa i oddziałują na wykształcenie nawyków żywieniowych. W warunkach łatwego dostępu do pokarmu i przy ograniczaniu aktywności fizycznej ekspresja genów związanych z przyrostem masy ciała może prowadzić do otyłości[95]).

Niektóre badania pokazują również, że reklamy żywności w mediach przyczyniają się do wyboru niezdrowych produktów i wpływają na masę ciała dzieci. W przypadku pojedynczych reklam wpływ ten dotyczy raczej wybierania określonych marek, a nie zmiany zachowań żywieniowych. Jednak bardzo długi czas, jaki dzieci spędzają w internecie lub na oglądaniu telewizji sprawia, że ilość reklam jakie obserwują może prowadzić do utrwalenia nieprawidłowych nawyków żywieniowych. Wykazano również, że podatność dzieci na reklamy jest zależna od poziomu wykształcenia ich rodziców, ponieważ lepiej wykształceni częściej komentowali reklamy, przez co dzieci były na nie bardziej odporne.
Udowodniono także, że około 29% przypadków otyłości u dzieci można zapobiec poprzez skrócenie czasu oglądania telewizji.
Badania wskazują, że poprzez wymuszoną zmianę trybu życia, wywołaną pandemią COVID-19, wśród dzieci i młodzieży wzrósł poziom chorób psychicznych oraz otyłości, co w konsekwencji może powodować większy odsetek dzieci z dolegliwościami związanymi z otyłością. 

### Leczenie otyłości u dzieci
Zalecenia ekspertów wskazują, że dzieci z rozpoznaną otyłością na podstawie wskaźnika BMI, którego wartość przekracza 95 centyl, powinny być objęte leczeniem. W przypadku dzieci nie obejmuje ono postępowania farmakologicznego, ponieważ bezpieczeństwo i skuteczność podawania im leków hamujących apetyt nie są wystarczająco zbadane. Skuteczna terapia powinna odbywać się przy współpracy zespołu specjalistów, w którego skład wchodzą: lekarz pediatra, dietetyk, endokrynolog, psycholog i rehabilitant. W przypadku otyłości prostej podstawowe zasady takiej terapii są następujące:
- u dzieci poniżej 7. roku życie nie powinno się stosować znacznych ograniczeń dietetycznych, ich dieta powinna pokrywać zapotrzebowanie na wszystkie składniki odżywcze, tak aby możliwy był wzrost i prawidłowy rozwój dziecka
- należy skupiać się na modyfikowaniu nieprawidłowych nawyków żywieniowych, zwracać uwagę między innymi na: zwiększenie udziału warzyw i owoców w codziennej diecie, spożywanie ryb, kasz i pieczywa razowego, ograniczanie spożycia nasyconych tłuszczów zwierzęcych, eliminowanie napojów o dużej zawartości cukru, częstsze samodzielne przygotowywanie posiłków, by szczególnie ograniczyć korzystanie z restauracji typu fast-food
- należy zadbać o regularność posiłków dziecka i o niepodjadanie, szczególnie słodyczy, słonych przekąsek i wysokokalorycznych produktów
- konieczne jest zwiększenie aktywności fizycznej (jazda na rowerze, pływanie, taniec, gra w piłkę, bieganie przez co najmniej pół godziny dziennie) oraz ograniczenie czasu spędzanego w pozycji siedzącej, przed telewizorem, czy komputerem
- należy zaangażować dziecko w proces leczenia i zachęcić do większej samokontroli, np. w postaci prowadzonego dzienniczka, w którym zapisuje się informacje o spożytych posiłkach, ich ilości i kaloryczności
- u dzieci utrata masy ciała powinna być stopniowa i systematyczna, a efekty leczenia należy utrwalać w następnych latach[94].

## Leczenie otyłości
Po wstępnej prawidłowej diagnostyce przyczyny otyłości w zależności od stopnia nadwagi i otyłości wg wskaźnika BMI oraz obecności chorób towarzyszących, metody leczenia obejmują:
1. Nadwaga – stosuje się leczenie zachowawcze, niefarmakologiczne. W przypadku BMI > 27 kg/m², otyłości brzusznej i 2 powikłań otyłości można rozważyć zastosowanie leczenia farmakologicznego[28][29].
  - leczenie dietetyczne przez zmianę nieprawidłowych nawyków żywieniowych
  - umiejętne zwiększenie aktywności fizycznej (spacery, pływanie, jazda rowerem, nordic walking, wybrane ćwiczenia pilates).
  - terapia behawioralna i zmiana stylu życia
2. otyłość I stopnia w zależności od kondycji pacjenta
  - leczenie zachowawcze
  - można rozważyć leczenie farmakologiczne
3. otyłość II stopnia w zależności od kondycji pacjenta
  - leczenie zachowawcze
  - można rozważyć leczenie farmakologiczne
  - można rozważyć leczenie chirurgiczne (w przypadku chorób towarzyszących)
4. w otyłości III i kolejnego stopnia
  - leczenie zachowawcze
  - można rozważyć leczenie farmakologiczne
  - można rozważyć leczenie chirurgiczne

Aby osiągnąć długotrwały efekt leczenia, istotny jest powolny stały spadek masy ciała oraz jej stabilizacja. W trakcie 6 miesięcznej kuracji metodą zachowawczą wskazany jest maksymalny (progowy) 5–10% spadek masy ciała w stosunku do masy wejściowej, spadek o więcej niż 10% w ciągu 6 miesięcy skutkuje reakcją obronną organizmu w postaci obniżenia metabolizmu i ryzykiem efektu odbicia (tzw. efektu jojo). U pacjentów o BMI > 35 kg/m² ubytek masy ciała może wynosić nawet 20%. W kolejnym etapie pacjent nabiera nowych zwyczajów żywieniowych, behawioralnych i w konsekwencji utrzymuje osiągniętą masę ciała.
| Metoda leczenia             | Wartość BMI [kg/m²] | Wartość BMI [kg/m²] | Wartość BMI [kg/m²] | Wartość BMI [kg/m²] | Wartość BMI [kg/m²] |
| --------------------------- | ------------------- | ------------------- | ------------------- | ------------------- | ------------------- |
|                             | 25–26,9             | 27–29,9             | 30–34,9             | 35–39,9             | ≥40                 |
| Leczenie niefarmakologiczne | +                   | +                   | +                   | +                   | +                   |
| Leczenie farmakologiczne    | –                   | –1                  | +                   | +                   | +                   |
| Leczenie operacyjne         | –                   | –                   | –                   | –1                  | +                   |

1 – można zastosować w przypadku występowania chorób towarzyszących

## Patogeneza nadciśnienia tętniczego w otyłości
Hiperinsulinemia (i insulinooporność) w przebiegu otyłości nasila wchłanianie jonów sodu w cewce proksymalnej nefronu. Za sodem „podąża” woda, co prowadzi do zwiększenia wolemii. Podwyższenie wolemii oznacza zwiększenie obciążenia wstępnego, co jest przyczyną nadciśnienia.

Ponadto insulinooporność powoduje:

1. Wzrost stężenia leptyny → zwiększenie aktywacji układu współczulnego

2. Spadek stężenia adiponektyny → nasilenie zmian miażdżycowych

Duża ilość tkanki tłuszczowej dodatkowo zwiększa stężenie angiotensyny II, która powoduje wzrost ilości aldosteronu. Ten mechanizm nasila wchłanianie sodu (powodowane przede wszystkim insuliną) i wzrost wolemii.

W przebiegu otyłości dochodzi do dysfunkcji peptydów natriuretycznych (ANP/BNP/CNP) oraz upośledzenia diurezy ciśnieniowej. Rozwój glomerulopatii związanej z otyłością pogłębia tylko nadciśnienie tętnicze.

## Otyłość sarkopeniczna
Otyłość sarkopeniczna jest współwystępowaniem otyłości i sarkopenii. Wykazano, że otyłość sarkopeniczna jest związana z chorobami narządu krążenia i poziomem umieralności ogólnej.

## Klasyfikacja ICD10
| kod ICD10     | nazwa choroby                                |
| ------------- | -------------------------------------------- |
| ICD-10: E66   | Otyłość                                      |
| ICD-10: E66.0 | Otyłość spowodowana nadmierną podażą energii |
| ICD-10: E66.1 | Otyłość polekowa                             |
| ICD-10: E66.2 | Ciężka otyłość z hipowentylacją pęcherzykową |
| ICD-10: E66.8 | Inne postacie otyłości                       |
| ICD-10: E66.9 | Otyłość, nieokreślona                        |